# Caricatura di Tulla Larsen
La caricatura di Tulla Larsen (in norvegese: Karikert portrett av Tulla Larsen) è un dipinto  olio su tela di Edvard Munch. Fa parte della collezione del Museo Munch di Oslo.

## Descrizione
Il dipinto del 1905, raffigurante Munch e Tulla Larsen, venne segato a metà da Munch dopo che era stato colpito alla mano sinistra dopo una colluttazione in camera da letto. Sullo sfondo verde, l'uomo assieme alla coppia, è Arne Kavli, pittore e marito di Tulla, che sposò nel 1903.
Nel catalogo ragionato di Gerd Woll del 2008, Autoritratto su sfondo verde è elencato come numero 645 e Caricatura di Tulla Larsen come numero 646.